# Workbench
Workbench é o sistema operativo padrão e nativo dos microcomputadores Amiga.
Atualmente na versão 4.0 do sistema operativo é vendido sob encomenda na Alemanha para utilizadores de microcomputadores Amiga em suporte CD-ROM. A versão 4.0+ está a ser desenvolvida pela empresa Hyperion e será vendida também por encomenda.
Estes são as versões do sistema operativo Workbench ou AmigaOS:
- Workbench 1.0
- Workbench 1.1
- Workbench 1.2
- Workbench 1.3
- Workbench 2.0
- Workbench 2.1
- Workbench 2.3
- Workbench 2.4
- AmigaOS 3.0
- AmigaOS 3.1
- AmigaOS 3.5
- AmigaOS 3.9
- AmigaOS 4.0

As versões dos sistemas operativos Workbench - AmigaOS da versão 1.0 à versão 3.1 eram distribuidas em várias disquetes de 3.5" e a partir da versão 3.5 à 4.0+ só está disponível e é vendido em suporte CD-ROM. Da versão 1.0 à 3.9 do sistema operativo Workbench - AmigaOS só correm em Amiga com processadores CPUs Motorola 680x0, do Motorola 68000 ao Motorola 68060. A partir da versão 4.0 do sistema operativo Workbench - AmigaOS só corre em processadores CPUs RISC PowerPC 6xx e Gx.